# Wilhelm Lemke (Turner)
Wilhelm „Willy“ Lemke (* Dezember 1884; † nach 1904) war ein deutscher Kunstturner.

## Biografie
Wilhelm Lemke nahm bei den Olympischen Sommerspielen 1904 in St. Louis im Einzelmehrkampf, Turneris^chen Dreikampf und im Dreikampf teil. Im Dreikampf konnte er mit Rang 11 sein bestes Resultat erzielen.